# Робин Гуд и гончар
«Робин Гуд и гончар» (англ. Robin Hood and the Potter; Child 121, Roud 3979) — английская народная баллада, входящая в цикл баллад о Робин Гуде. Ушла из устной традиции чрезвычайно рано или же и вовсе там не бытовала. Единственный её текст сохранился в рукописи (Cambridge E.e.4.35), содержащей различные поэмы и созданной, вероятно, около 1500 года или раньше; обнаружена она была только в XIX веке. Хотя напечатана баллада была лишь в 1795 году Ритсоном, тогда же и получив своё современное название, история была явно хорошо известна и раньше, так как в издании Коупленда «Малой жесты о Робин Гуде» (англ. A Gest of Robyn Hode, Child 117), датируемом приблизительно 1560 годом, также присутствуют две коротких пьесы, одна из которых описывает встречу с гончаром, похожую на начало баллады.

## Сюжет
Робин Гуд встречает гончара, который в поединке побеждает его. Примирившись с противником, Робин покупает его горшки и переодевается, выдавая самого себя за гончара. В Ноттингеме он крайне дёшево распродаёт свой товар. Несколько горшков покупает жена шерифа. Она приглашает мнимого гончара в свой дом, где тот рассказывает шерифу, что знает, где найти Робин Гуда. Они отправляются в лес, где Робин грабит шерифа и отправляет его на лошади домой, говоря передать привет своей жене. Далее он возвращается к гончару и вместо двух фунтов, которые тот мог бы выручить за свои горшки, даёт ему десять.
Несмотря на раннее происхождение, баллада вряд ли имеет оригинальное происхождение — существует похожая история о Хереварде Бдительном, а также о Юстасе Монахе, действовавшем во Фландрии — поэтому сюжет был скорее адаптирован под Робин Гуда, чем связан с ним изначально. Весьма вероятно, что баллада «Робин Гуд и мясники» (англ. Robin Hood and the Butcher, Child 122) представляет собой более поздний вариант этой баллады — она, в отличие от последней, пользовалась популярностью в печатных изданиях XVII века.
Лингвистический анализ текста баллады, проведённый одним из исследователей, указывает на то, что она была создана в Восточной Англии, вероятно, на границе между Норфолком и Суффолком.